# Buhoma depressiceps
Buhoma depressiceps — вид змій з надродини Elapoidea. Мешкає в Центральній Африці.

## Підвиди
Виділяють два підвиди:
- Buhoma depressiceps marlieri (Laurent, 1956) — південний захід Уганди, північ Руанди, схід ДР Конго;
- Buhoma depressiceps depressiceps (Werner, 1897) — Камерун, Екваторіальна Гвінея, Габон, Республіка Конго, ДР Конго, ЦАР.

## Поширення й екологія
Buhoma depressiceps живуть на болотах у вологих тропічних лісах, серед ґрунту, трави й опалого листя. Зустрічаються на висоті від 1000 до 2200 м над рівнем моря. Відкладають яйця.